# اورتوکربنیک اسید
اورتو کربنیک اسید (به انگلیسی: Orthocarbonic acid) یک ترکیب شیمیایی با شناسه پاب‌کم ۹۵۴۷۹۵۴ است. 